# Mercedes Cup 2002 - Qualificazioni singolare
Le qualificazioni del singolare  del Mercedes Cup 2002 sono state un torneo di tennis preliminare per accedere alla fase finale della manifestazione. I vincitori dell'ultimo turno sono entrati di diritto nel tabellone principale. In caso di ritiro di uno o più giocatori aventi diritto a questi sono subentrati i lucky loser, ossia i giocatori che hanno perso nell'ultimo turno ma che avevano una classifica più alta rispetto agli altri partecipanti che avevano comunque perso nel turno finale.
Le qualificazioni del torneo Mercedes Cup 2002 prevedevano 32 partecipanti di cui 4 sono entrati nel tabellone principale.

## Teste di serie
1. Alexander Waske (ultimo turno)
2. Rubén Ramírez Hidalgo (Qualificato)
3. Didac Perez-Minarro (ultimo turno)
4. Oscar Serrano-Gamez (ultimo turno)

1. Marcos Daniel (secondo turno)
2. Johan Settergren (Qualificato)
3. Julien Varlet (Qualificato)
4. Juan Giner (primo turno)

## Qualificati
1. Johan Settergren
2. Rubén Ramírez Hidalgo

1. Julien Varlet
2. Jan Hernych

## Tabellone

### Legenda
| - Q = Qualificato - WC = Wild card - LL = Lucky loser | - ALT = Alternate - SE = Special Exempt - PR = Protected Ranking | - w/o = Walkover - r = Ritirato - d = Squalificato |

### Sezione 1
|  | Primo turno      | Primo turno      | Primo turno      | Primo turno | Primo turno |  |  | Secondo turno | Secondo turno    | Secondo turno    | Secondo turno    | Secondo turno |   |   | Ultimo turno | Ultimo turno    | Ultimo turno | Ultimo turno | Ultimo turno |  |
|  |                  |                  |                  |             |             |  |  |               |                  |                  |                  |               |   |   |              |                 |              |              |              |  |
|  | 1                | Alexander Waske  | Alexander Waske  | 6           | 6           |  |  |               |                  |                  |                  |               |   |   |              |                 |              |              |              |  |
|  |                  | Jordane Doble    | Jordane Doble    | 4           | 2           |  |  | 1             | Alexander Waske  | Alexander Waske  | 6                | 6             |   |   |              |                 |              |              |              |  |
|  | Jan Weinzierl    | Jan Weinzierl    | 6                | 4           | 7           |  |  |               | Jan Weinzierl    | Jan Weinzierl    | 0                | 4             |   |   |              |                 |              |              |              |  |
|  | Leoš Friedl      | Leoš Friedl      | 3                | 6           | 5           |  |  |               |                  |                  |                  |               |   |   | 1            | Alexander Waske | 7            | 3            | 63           |  |
|  | Uros Vico        | Uros Vico        | Uros Vico        | 6           | 6           |  |  |               |                  | 6                | Johan Settergren | 68            | 6 | 7 |              |                 |              |              |              |  |
|  | Marcus Sarstrand | Marcus Sarstrand | Marcus Sarstrand | 3           | 1           |  |  |               | Uros Vico        | Uros Vico        | 1                | 3             |   |   |              |                 |              |              |              |  |
|  | 6                | Johan Settergren | 4                | 7           | 6           |  |  | 6             | Johan Settergren | Johan Settergren | 6                | 6             |   |   |              |                 |              |              |              |  |
|  |                  | Kevin Sorensen   | 6                | 64          | 2           |  |  |               |                  |                  |                  |               |   |   |              |                 |              |              |              |  |

### Sezione 2
|  | Primo turno        | Primo turno           | Primo turno           | Primo turno | Primo turno |  |  | Secondo turno | Secondo turno         | Secondo turno | Secondo turno | Secondo turno |   |   | Ultimo turno | Ultimo turno          | Ultimo turno | Ultimo turno | Ultimo turno |  |
|  |                    |                       |                       |             |             |  |  |               |                       |               |               |               |   |   |              |                       |              |              |              |  |
|  | 2                  | Rubén Ramírez Hidalgo | Rubén Ramírez Hidalgo | 6           | 6           |  |  |               |                       |               |               |               |   |   |              |                       |              |              |              |  |
|  |                    | Marc-Kevin Goellner   | Marc-Kevin Goellner   | 3           | 4           |  |  | 2             | Rubén Ramírez Hidalgo | 5             | 7             | 6             |   |   |              |                       |              |              |              |  |
|  | Simon Greul        | Simon Greul           | Simon Greul           | 6           | 7           |  |  |               | Simon Greul           | 7             | 5             | 3             |   |   |              |                       |              |              |              |  |
|  | Christopher Kas    | Christopher Kas       | Christopher Kas       | 3           | 63          |  |  |               |                       |               |               |               |   |   | 2            | Rubén Ramírez Hidalgo | 4            | 6            | 7            |  |
|  | Daniel Elsner      | Daniel Elsner         | 5                     | 6           | 6           |  |  |               |                       |               | Daniel Elsner | 6             | 1 | 5 |              |                       |              |              |              |  |
|  | Jakub Herm-Zahlava | Jakub Herm-Zahlava    | 7                     | 4           | 2           |  |  |               | Daniel Elsner         | Daniel Elsner | 6             | 6             |   |   |              |                       |              |              |              |  |
|  | 5                  | Marcos Daniel         | Marcos Daniel         | 6           | 6           |  |  | 5             | Marcos Daniel         | Marcos Daniel | 0             | 2             |   |   |              |                       |              |              |              |  |
|  |                    | Oliver Marach         | Oliver Marach         | 3           | 4           |  |  |               |                       |               |               |               |   |   |              |                       |              |              |              |  |

### Sezione 3
|  | Primo turno              | Primo turno              | Primo turno              | Primo turno | Primo turno |  |  | Secondo turno | Secondo turno          | Secondo turno          | Secondo turno | Secondo turno |   |   | Ultimo turno | Ultimo turno        | Ultimo turno | Ultimo turno | Ultimo turno |  |
|  |                          |                          |                          |             |             |  |  |               |                        |                        |               |               |   |   |              |                     |              |              |              |  |
|  | 3                        | Didac Perez-Minarro      | Didac Perez-Minarro      | 6           | 6           |  |  |               |                        |                        |               |               |   |   |              |                     |              |              |              |  |
|  |                          | Michael Berrer           | Michael Berrer           | 1           | 2           |  |  | 3             | Didac Perez-Minarro    | Didac Perez-Minarro    | 6             | 6             |   |   |              |                     |              |              |              |  |
|  | Kalle Flygt              | Kalle Flygt              | Kalle Flygt              | 6           | 6           |  |  |               | Kalle Flygt            | Kalle Flygt            | 3             | 2             |   |   |              |                     |              |              |              |  |
|  | Denis Gremelmayr         | Denis Gremelmayr         | Denis Gremelmayr         | 2           | 0           |  |  |               |                        |                        |               |               |   |   | 3            | Didac Perez-Minarro | 4            | 6            | 68           |  |
|  | Emilio Benfele Álvarez   | Emilio Benfele Álvarez   | Emilio Benfele Álvarez   | 6           | 6           |  |  |               |                        | 7                      | Julien Varlet | 6             | 2 | 7 |              |                     |              |              |              |  |
|  | Christian-Michael Straka | Christian-Michael Straka | Christian-Michael Straka | 4           | 4           |  |  |               | Emilio Benfele Álvarez | Emilio Benfele Álvarez | 64            | 3             |   |   |              |                     |              |              |              |  |
|  | 7                        | Julien Varlet            | Julien Varlet            | 6           | 6           |  |  | 7             | Julien Varlet          | Julien Varlet          | 7             | 6             |   |   |              |                     |              |              |              |  |
|  |                          | Frank Moser              | Frank Moser              | 1           | 3           |  |  |               |                        |                        |               |               |   |   |              |                     |              |              |              |  |

### Sezione 4
|  | Primo turno              | Primo turno              | Primo turno              | Primo turno | Primo turno |  |  | Secondo turno | Secondo turno       | Secondo turno       | Secondo turno | Secondo turno |   |   | Ultimo turno | Ultimo turno        | Ultimo turno        | Ultimo turno | Ultimo turno |  |
|  |                          |                          |                          |             |             |  |  |               |                     |                     |               |               |   |   |              |                     |                     |              |              |  |
|  | 4                        | Oscar Serrano-Gamez      | Oscar Serrano-Gamez      | 6           | 6           |  |  |               |                     |                     |               |               |   |   |              |                     |                     |              |              |  |
|  |                          | Roberto Álvarez          | Roberto Álvarez          | 3           | 4           |  |  | 4             | Oscar Serrano-Gamez | Oscar Serrano-Gamez | 6             | 6             |   |   |              |                     |                     |              |              |  |
|  | Simon Stadler            | Simon Stadler            | Simon Stadler            | 6           | 6           |  |  |               | Simon Stadler       | Simon Stadler       | 0             | 3             |   |   |              |                     |                     |              |              |  |
|  | Konstantin Harle-Zettler | Konstantin Harle-Zettler | Konstantin Harle-Zettler | 2           | 4           |  |  |               |                     |                     |               |               |   |   | 4            | Oscar Serrano-Gamez | Oscar Serrano-Gamez | 5            | 3            |  |
|  | Jan Hernych              | Jan Hernych              | 7                        | 2           | 6           |  |  |               |                     |                     | Jan Hernych   | Jan Hernych   | 7 | 6 |              |                     |                     |              |              |  |
|  | Orlin Stanojčev          | Orlin Stanojčev          | 68                       | 6           | 3           |  |  | Jan Hernych   | Jan Hernych         | Jan Hernych         | 6             | 6             |   |   |              |                     |                     |              |              |  |
|  |                          | Adrián García            | Adrián García            | 6           | 6           |  |  | Adrián García | Adrián García       | Adrián García       | 0             | 3             |   |   |              |                     |                     |              |              |  |
|  | 8                        | Juan Giner               | Juan Giner               | 3           | 3           |  |  |               |                     |                     |               |               |   |   |              |                     |                     |              |              |  |